# Umbrella Academy
Umbrella Academy (tytuł oryginału: The Umbrella Academy) – amerykańska seria komiksowa stworzona przez scenarzystę Gerarda Waya i rysownika Gabriela Bá, ukazująca się od września 2007 nakładem wydawnictwa Dark Horse Comics. Początkowo przewidziana jako sześcioczęściowa mini-seria, była dwukrotne przedłużana w 2008 i 2018. Od 2021 ukazuje się też cykl poboczny, Opowieści z Akademii Umbrella (Tales from the Umbrella Academy). Od 2019 po polsku obie serie publikuje wydawnictwo KBOOM w formie tomów zbiorczych. 

## Fabuła
Utrzymana w konwencji science-fiction seria opowiada o grupie młodych ludzi wykazujących nadprzyrodzone umiejętności. Byli wychowankami Reginalda Hargreevesa, pod którego opieką jako dzieci tworzyli grupę superbohaterów zwaną Umbrella Academy (z ang. "Akademia Parasolowa"). Z czasem drużyna się rozpadła i każde z bohaterów poszło swoją drogą. Jednak śmierć Hargreevesa sprawia, że ponownie się jednoczą przeciwko złu zagrażającemu światu.

## Tomy zbiorcze
| Tom                           | Tytuł i rok wydania polskiego                                      | Tytuł i rok wydania oryginalnego                                       | Zawartość |
| Umbrella Academy              | Umbrella Academy                                                   | Umbrella Academy                                                       | Umbrella Academy |
| ----------------------------- | ------------------------------------------------------------------ | ---------------------------------------------------------------------- | --- |
| 1                             | Suita apokaliptyczna (2019)                                        | The Apocalypse Suite (2008)                                            | The Umbrella Academy: The Apocalypse Suite #1–6 oraz indywidualne historie: Mon Dieu! i …But the Past Ain’t Through with You |
| 2                             | Dallas (2020)                                                      | Dallas (2009)                                                          | The Umbrella Academy: Dallas #1–6 i indywidualna historia Anywhere But Here                                                  |
| 3                             | Hotel Niepamięć (2020)                                             | Hotel Oblivion (2019)                                                  | The Umbrella Academy: Hotel Oblivion #1–7                                                                                    |
| Opowieści z Akademii Umbrella |                                                                    |                                                                        | |
| 1                             | Wyglądasz jak śmierć. Opowieści z Akademii Umbrella – tom 1 (2021) | You Look Like Death: Tales from the Umbrella Academy – Volume 1 (2021) | You Look Like Death #1–6 |

## Nagrody
W 2008 autorzy Umbrella Academy zostali wyróżnieni Nagrodą Eisnera za najlepszą zamkniętą serię komiksową.

## Ekranizacja
Na podstawie Umbrella Academy powstał serial telewizyjny The Umbrella Academy, emitowany od 2019 roku przez platformę internetową Netflix.